# FC Academia Chisinau
FC Academia Chisinau was een Moldavische voetbalclub uit de hoofdstad Chisinau, die werd opgericht in 2006 als FC Academia UTM Chisinau.
De club speelde in 2006/07 voor het eerst in de tweede klasse en werd daar tiende. Na een derde plaats in 2008 promoveerde de club voor het eerst naar de hoogste klasse. In 2012 werd de naam FC Academia Chisinau aangenomen. 
In 2017 werd de club opgeheven.